# Manuel Almagro Urrutia
Manuel Almagro Urrutia, nace en Placetas, Las Villas (Cuba), el 19 de diciembre de 1931.

## El Artista
- 1987	Graduado de la Escuela Nacional de Diseño

- 1985	Curso de Diseño Escenográfico impartido por el Instituto Oficial de Radio Televisión Española (RTVE), en cooperación con el Instituto Cubano de Radio y Televisión (ICRT).

- 1976	Especialización en Escenografía en el Staatliichen Comité de Fernsehen de Berlín, RDA

- 1970	Realiza estudios de Dibujos Animados, Cuba.

- 1958	Graduado de la Academia Nacional de Artes Plásticas “San Alejandro”, La Habana, Cuba

## Miembro de
- Miembro de la Comisión de Evaluación de este Instituto hasta su jubilación.

- Miembro de la Unión Nacional de Escritores y Artistas de Cuba (UNEAC) y de la Unión de Periodistas de Cuba

(UPEC).

## Jurados en que ha participado
- 1985 Jurado del Premio Caracol en Escenografía.

## Honores recibidos
- Ostenta la Medalla “Raúl Gómez García” del Sindicato de la Cultura en Cuba; y el Reconocimiento de la TV de Nicaraga por la escenografía del serial “Rigoberto López”, mártir de la Revolución Nicaragüense.

## Personales
- 2007 “Descubriendo La Habana”, Edificio Jerusalén Trade Center Miramar, en conmemoración al 488 aniversario de la fundación de la Villa de San Cristóbal de La Habana, Cuba

- 1996	'Folkuba', Sede del Folclórico Nacional

- 1994	'Se Sekun', Centro de Prensa Internacional, La Habana, Cuba

- 1975	'Pintura Política', Casa Cultura Checa, La Habana, Cuba

- 1972	70 Aniversario Nicolás Guillén, Centro de Prensa Internacional, La Habana, Cuba

- 1971	'Pintura Política', Casa Cultura Checa, La Habana, Cuba

## Colectivas
1999
- Pintura Cubana, 'La Habana que vuelve', Ayuntamiento de Valencia, Don Juan y Astorga, España

- Pintura Cubana, Cuba: 'Ecos del Caribe', San Sebastián de los Reyes, Madrid, España

1998
- Pintura Cubana, 'Pintor que pintas tu tierra', Centro Cultural Cerecedo, León, España

- Pintura Cubana, 'Cuba con el color del Caribe', Sala Torreblanca, León, España

1996
- 'Dos Artistas Cubanos', Galería Hotel Habana Libre, Cuba

1983
- Salón 2 de Enero, Homenaje al 25 Aniversario del Triunfo de la Revolución, Cuba

- 'XXX Aniversario del Asalto al Cuartel Moncada', Cuba

1977
- 'Pintura Altamente Comprometida', Moscú, URSS

1976
- 'XX Aniversario Desembarco del Granma', Cuba

- 'Pintura Política', Ministerio Comunicaciones, Cuba

- 'Pintores Cubanos', ICAP, Argelia

- Salón Realismo Comprometido, Bulgaria

1974
- '26 de Julio', Galería UNEAC, Cuba

- 'Homenaje a Salvador Allende', Cuba

- 'II Congreso FMC', Cuba

- 'Pintores Cubanos', ICAP, Costa Rica

- 'Pintores Cubanos', ICAP, Vietnam

1973
- '26 de Julio', ICRT, Cuba

- Salón Realismo Comprometido, Bulgaria

- 1972

- 'II Congreso UJC', Cuba

- '10 de Enero', Radio Liberación, Cuba

- '26 de Julio', Radio Progreso, Cuba

- '26 de Julio', Galería UNEAC, Cuba

1971
- Salón 26 de Julio, ICRT, Cuba

- '13 de marzo', Ministerio de Comunicaciones, Cuba

1970
- Salón Nacional UJC', Cuba

- Salón 26 de Julio', ICRT, Cuba

- Salón Nacional 70, Palacio Bellas Artes, Cuba

## Premios y Menciones
- 1980 Mención: Premio Caracol, escenografía “El Mambisito”, Cuba

- 1983 Tercer Premio Carnaval, escenografía, Cuba

- 1984 Segundo Premio Carnaval, escenografía, Cuba

- 1984 Premio Caracol, escenografía “Bodas de Sangre”, Cuba

- 1985 Premio Caracol, escenografía “La Muñeca Negra”, Cuba

## Obras donadas que ambientan embajadas cubanas en el mundo
- 1970	'La Guerra', Embajada de Cuba en Mongolia

- 1972	'Retrato de Fidel Castro R.', Embajada de Cuba en Vietnam

- 1973	'Lucha por la Humanidad', Embajada de Cuba en Bulgaria

- 1974	'Pensamiento Latinoamericano', Embajada de Cuba en Costa Rica

## Críticas
Palabras del bien llamado Maestro de la Pintura Cubana, Juan T. Vázquez Martín en la inauguración de la exposición personal del artista plástico en el edificio Jerusalén en el Trade Center de Miramar.

El maestro y amigo Almagro me pidió que dijera algunas palabras sobre esta muestra personal titulada “Descubriendo la Habana” que estamos inaugurando en la tarde de hoy.
Acepte su oferta con mucho gozo y placer, disponiéndome ahora a expresarles a ustedes algunas ideas pictóricas sobre la estética de las obras que exhibe el artista plástico Manuel Almagro Urrutia en este local.
Es este un conjunto de obras de mediano y gran formato, realizadas con óleo sobre tela, teniendo como tema el paisaje urbano de una habana casi olvidada, esta capital múltiple, vital e irrepetible por su arquitectura Ecléctica, personalísima, Original y única en nuestro concepto geográfico del Caribe. Vemos también como en la mayoriíta de las obras de almagro, el ser humano, discretamente sensual, es parte imprescindible de su estética, transitando por sus calles y aceras.
Esta Habana en las telas del pintor esta rociada y embellecida con colores calientes, fríos y grises, es una Habana en la que descubrimos un permanente dibujo en su ejecución, que adecua cada forma en un espacio bidimensional exacto, la viste de noche con intensos azules, o de sol deslumbrantes con naranjas y rojos. 
Mágicos espejos de lluvia tropical multiplican las formas hacia un eterno sueño de color que en las tardes nos traen delicados matices de ocre, rosas y grises. Todo lo cual nos da, a nosotros los espectadores, un deleite de arte legítimo.
Esta muestra de quince cuadros que exhibe el pintor, no es el resultado de la providencia, del hallazgo fortuito, del neófito aventurero llenando a ciegas, con pasta de óleo y manos torpes telas encontradas en viejas gavetas.
El maestro almagro da sus primeros pasos estudiando y graduándose en pintura en la academia nacional de San Alejandro, más tarde estudia estenografía en Alemania y en la escuela nacional de diseño de cuba, así como otros cursos vinculados siempre a las artes visuales. Por lo tanto estamos en presencia de un profesional, de un maestro conocedor de los secretos del oficio del arte de pintar. Todos sabemos que ninguna escuela del mundo da talento. La semilla del ángel de la creación artística esta en nosotros desde que nacemos, pero hay que alimentarla con el estudio y el trabajo permanente.
Almagro, tiene ángel y es un estudioso permanente, es un pintor con técnica para convertir la ficción en realidades visuales pictóricas. Sus obras aquí presente lo demuestran, son cuadros bien estructurados, donde se ha aplicado con suma habilidad el óleo, así vemos como va sobreponiendo diferentes capas de color para lograr los efectos atmosféricos visuales deseados.
Aquí también podemos encontrar cuadros con una perspectiva renacentista occidental, sobre un espacio bidimensional, con técnicas post impresionistas, también otros cuadros con planos verticales y horizontales, dentro de un rectángulo con formas y colores más libres. En la creación todos los caminos que son genuinos en el arte son válidos.
No me sorprende que el maestro almagro cuente con un currículo tan amplio de exposiciones personales y colectivas dentro y fuera de cuba.
Tampoco nos debe sorprender que importantes coleccionistas nacionales como extranjeros adquieran sus obras.
Muchas gracias.
Juan T Vázquez Martín

## Artistas amigos
Alberto Corrales, flautista, compositor y arreglista. Director de la orquesta Panorama
Nieves Ródriguez Gómez, escritora y poeta, locutora y actriz 
Juan T. Vázquez Martin, pintor y uno de los maestros de la abstracción en Cuba. 
Carlos Lozada, pintor